# Info-ZIP
Info-ZIP — набор свободных программ для работы с ZIP-архивами, появившийся 1989 году. Info-ZIP состоит из четырёх отдельных пакетов:
- Zip — утилита командной строки для создания ZIP-архивов
- UnZip — утилита командной строки для распаковки ZIP-архивов
- WiZ — графическая оболочка к Zip и UnZip для Windows
- MacZip — графическая оболочка к Zip и UnZip для Mac OS

Info-ZIP портирован на большое количество платформ, включая DOS, Windows и UNIX.